# 墨西哥火車
墨西哥火車（Mexican Train），是1994年由Roy Parsons、Katie Parsons所推出的西洋骨牌接龍遊戲，可供二到多人遊戲。

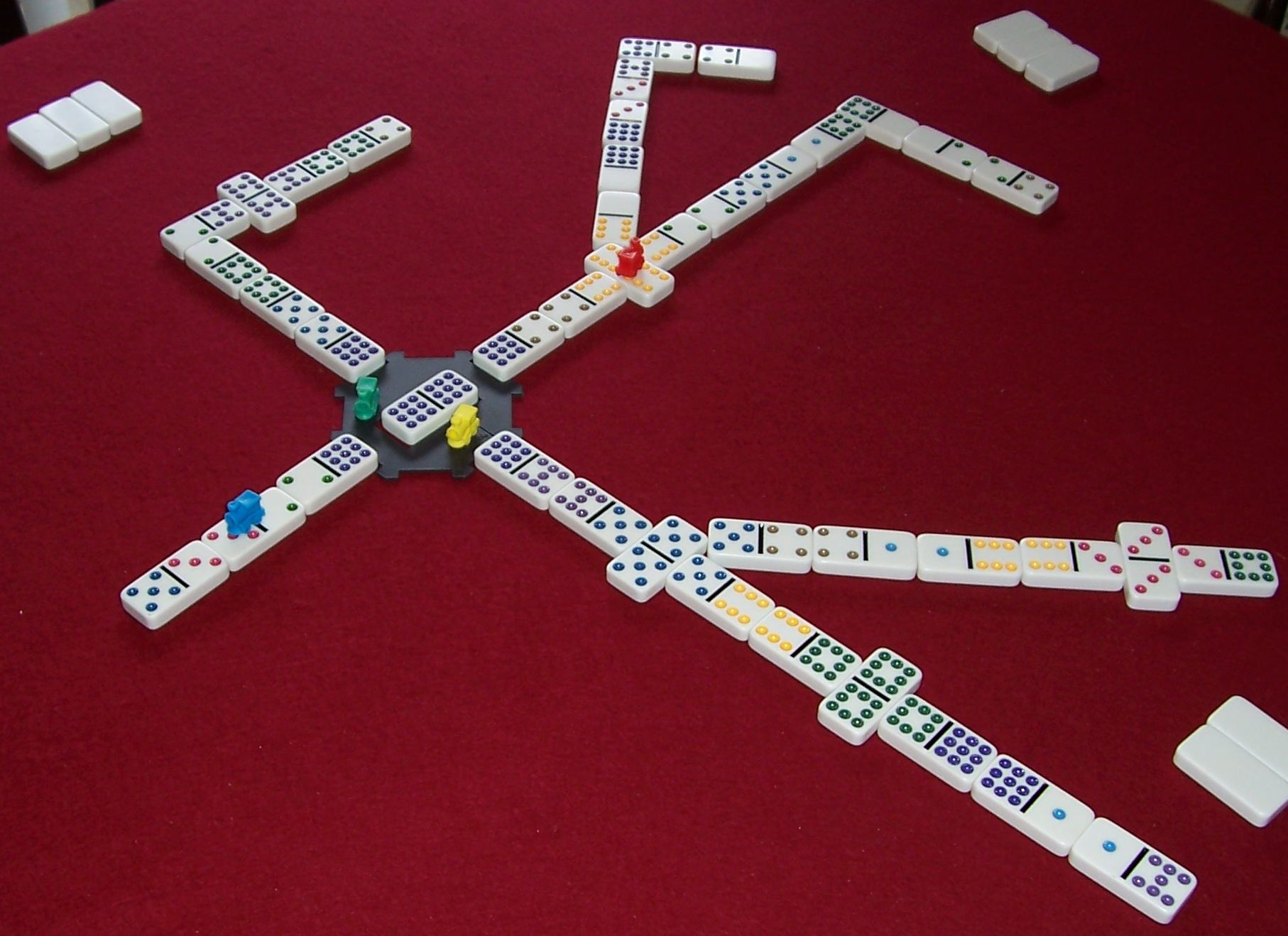
一盤遊戲中的墨西哥火車。

## 牌具
- 隨遊戲人數不同，使用的西洋骨牌也不同。
  - 兩人，六點式西洋骨牌。
  - 兩到四人，九點式西洋骨牌。
  - 五到八人，十二點式西洋骨牌。
  - 九到十二人，十五點式西洋骨牌。
  - 超過十二人，十八式西洋骨牌。[2]

## 牌規
- 兩到四人時，每人十五張；五到六人時，每人十二張；七到八人時，每人十張。其餘牌作牌庫。
- 先約定舉行的局數。
- 首家引牌，在中間放一張兩端同點牌的橫牌（Double），作為中心牌。
- 所有玩家輪流出一張牌，接在規定的牌的尾端，對接處必須點數相同。出橫牌則需再出一張牌。
- 玩家若還未有己方牌枝，可接在中心牌的一角或各邊中點作為己方牌枝的起端。
- 若還未有公用牌枝，可接在中心牌的一角或各邊中點作為公用牌枝的起端。
- 己方每回合的第一張牌，任何牌枝尾端若有橫牌，則只能接於該牌。若無則接在己方牌枝、公用牌枝、或成為Passing的玩家牌枝尾端。
- 若無法接牌，從牌庫抽一張牌，若還是無法出牌或無牌可抽，則該玩家牌枝成為Passing，直到該牌枝被任何玩家再接牌才結束Passing。
- 出橫牌時，須改以橫向擺放。連接時，則除了接在該牌下方長邊中心外，也可接在下方長邊的兩角。也有變體規則不同，或沒有此規則。
- 皆無法接牌時，計算自己剩牌的總點數，以點數小者作下局的引牌者。局數完後，全局點數累積小者為勝。[1][2][3]